# زراوند
الزَّرَاوَند (باللاتينية: Aristolochia) جنس نباتي ينتمي إلى الفصيلة الزراوندية . يضم أكثر من 500 نوع.

## من أنواعه فيالوطن العربي
- الزراوند الأندلسي (باللاتينية: Aristolochia baetica) في المغرب العربي وأيبيريا
- زراوند بوتا (باللاتينية: Aristolochia bottae) في بلاد الشام وتركيا وجنوب القوقاز
- الزراوند دائم الخضرة (باللاتينية: Aristolochia sempervirens) في بلاد الشام
- الزراوند صغير الأوراق (باللاتينية: Aristolochia parvifolia) في بلاد الشام
- الزراوند قليل العروق (باللاتينية: Aristolochia paucinervis) في المغرب العربي وجنوب غرب أوروبا
- زراوند لابيلارديير (باللاتينية: Aristolochia billardierei) في بلاد الشام وتركيا
- الزراوند المبقع (باللاتينية: Aristolochia paecilantha) في بلاد الشام والعراق وتركيا
- الزراوند المغربي (باللاتينية: Aristolochia maurorum) في بلاد الشام ومصر وتركيا

## من أنواعه
- مسمقار (باللاتينية: Aristolochia tomentosa)
- مسهقورة (باللاتينية: Aristolochia macrophylia)
- الزراوند الظياني (باللاتينية: Aristolochia clematitis)
- الزراوند المدبب (باللاتينية: Aristolochia acuminata)
- الزراوند المدحرج (باللاتينية: Aristolochia rotunda)
- الزراوند الطويل (باللاتينية: Aristolochia longa)
- زراوند مهدب (باللاتينية: Aristolochia fimbriata)
- زراوند ثعباني (باللاتينية: Aristolochia serpentaria)